# Stenosphenus maccartyi
Stenosphenus maccartyi är en skalbaggsart som beskrevs av Giesbert och Chemsak 1989. Stenosphenus maccartyi ingår i släktet Stenosphenus och familjen långhorningar. Inga underarter finns listade i Catalogue of Life.